# Shot reverse shot
Shot reverse shot (inne nazwy: przeciwujęcie, kontrplan) – technika filmowa, charakteryzująca się ukazaniem kolejnych po sobie scen z różnych perspektyw. Stosowana gdy jeden z aktorów ukazany jest patrząc na drugiego (ten może być poza widocznym kadrem – ang. off-screen), w kolejnym ujęciu pokazana jest postać drugiego aktora, często patrzącego lub spoglądającego w stronę pierwszego, w kolejnym ujęciu to spojrzenie może być skierowane z powrotem (odwzajemnione), lub w stronę trzeciego aktora. W tej technice, aktorzy ukazani są w sposób wskazujący na zwrócenie do siebie twarzami, lub odwzajemniając spojrzenia, zazwyczaj też tocząc dialog. Docelowo widz uznaje, że fizycznie patrzą na siebie, nawet jeśli sceny z jednym aktorem oraz sceny z kolejnym były realizowane w różnych lokalizacjach i w różnym czasie.

## Kontekst
Shot reverse shot jest cechą klasycznego stylu Hollywood nazywanego montażem ciągłym, skraca przejścia pomiędzy ujęciami tak, że widz odczuwa jedną kontynuowaną akcję, która rozwija się liniowo, chronologicznie oraz logicznie. Jest to przykład podejścia zakładającego, że widz widzi to, co aktor może widzieć będąc na ekranie.